# Jacob Reinecke

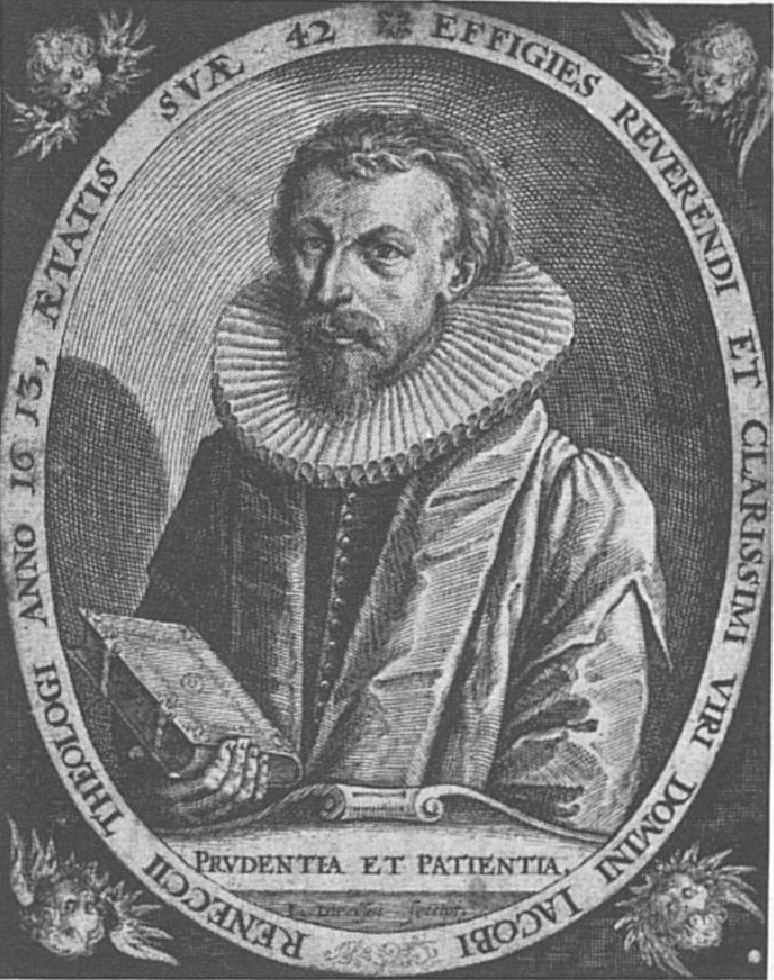
Porträt des Jacob Reinecke (1613) von Jan Diricks van Campen

Jacob Reinecke (latinisiert Jacobus Reneccius; * 1572 in Salzwedel, Kurfürstentum Brandenburg; † 28. Juni 1613) war ein lutherischer Theologe, Propst in Kölln und Hauptpastor in Hamburg.

## Leben
1598 immatrikulierte Reinecke sich an der Universität Wittenberg, wo er im selben Jahr zum Magister promoviert wurde. Danach war er Rektor an der Schule St. Stephan in Tangermünde und 1600 Diakon an der dortigen Kirche.
1601 wurde Reinecke zum Pfarrer an die Petrikirche in Kölln (bei Berlin) berufen, wo er 1608 zum Propst und Konsistorialrat ernannt wurde. 1609 ging er nach Hamburg an die St.-Katharinen-Kirche als Hauptpastor. 1612 wurde Reinecke auch Inspektor und Professor für Theologie am dortigen Akademischen Gymnasium.
Von Jacob Reinecke sind einige Schriften in lateinischer Sprache erhalten.